# Harold Hardman
Harold Payne Hardman (Kirkmanshulme, 4 aprile 1882 – Sale, 9 giugno 1965) è stato un calciatore inglese, di ruolo attaccante.

## Carriera

### Nazionale
Ha partecipato al 4º Torneo olimpico di calcio, nel quale ha vinto una medaglia d'oro ed al 7º Torneo olimpico di calcio dove il Regno Unito uscì al primo turno.

## Palmarès

### Nazionale
- Oro olimpico: 1

Londra 1908